# Musée de l'Œuvre Notre-Dame
Het Musée de l'Œuvre Notre-Dame is een museum in de Franse stad Straatsburg, gelegen aan de Place du Château. Het museum is gevestigd in het Maison de l'Œuvre Notre-Dame, een stichting die sinds de 13e eeuw het bouwterrein van de Kathedraal van Straatsburg beheert. 
In het museum wordt een collectie middeleeuwse en renaissancekunst tentoongesteld. Blikvangers zijn de oorspronkelijke beelden uit de Kathedraal van Straatsburg. De collectie bestaat verder onder andere uit werken van Nicolas Gerhaert, schilderijen van Conrad Witz, Hans Baldung Grien en stillevens van Sébastien Stoskopff, en glas-in-loodramen.

## Afbeeldingen

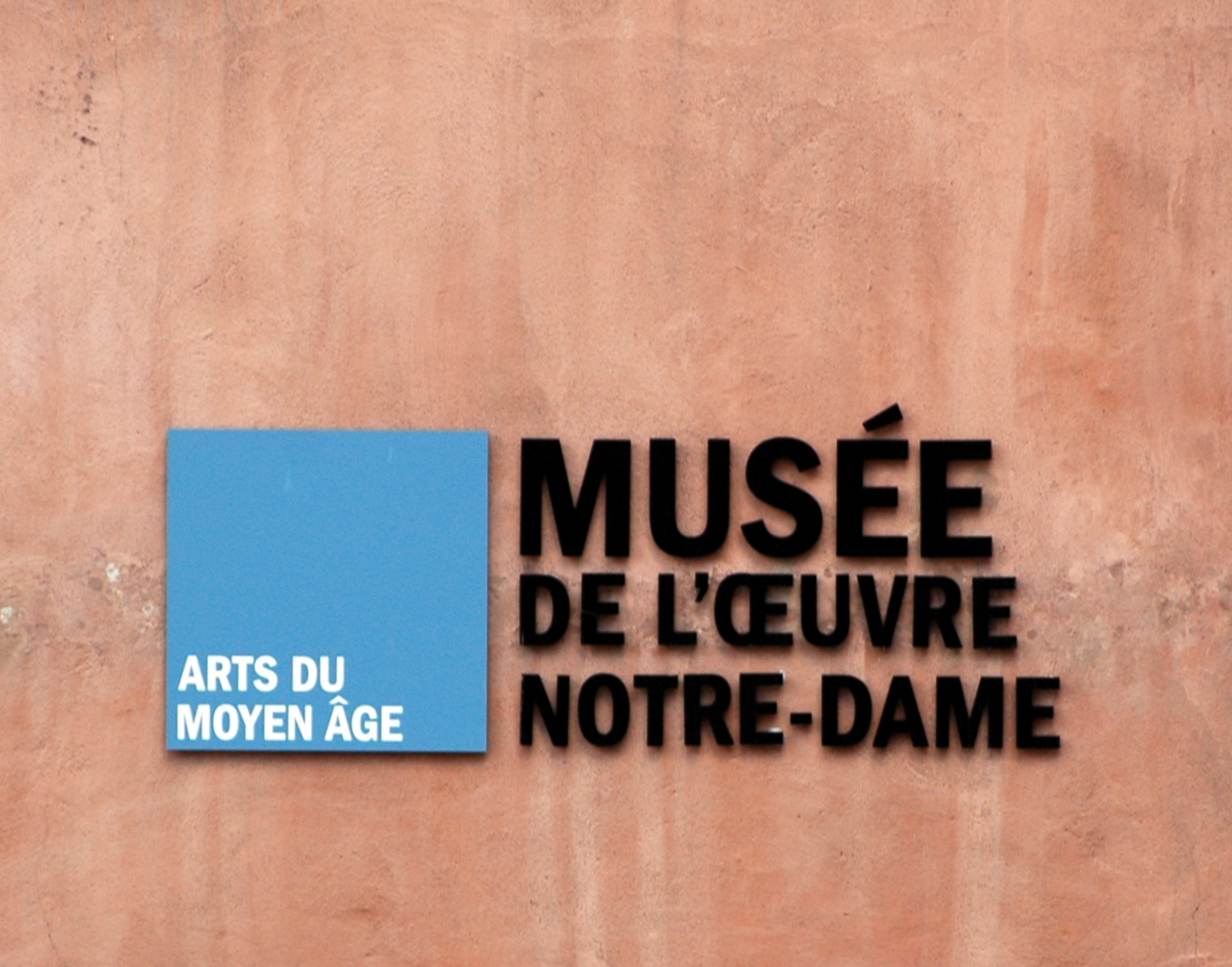
Logo van het museum
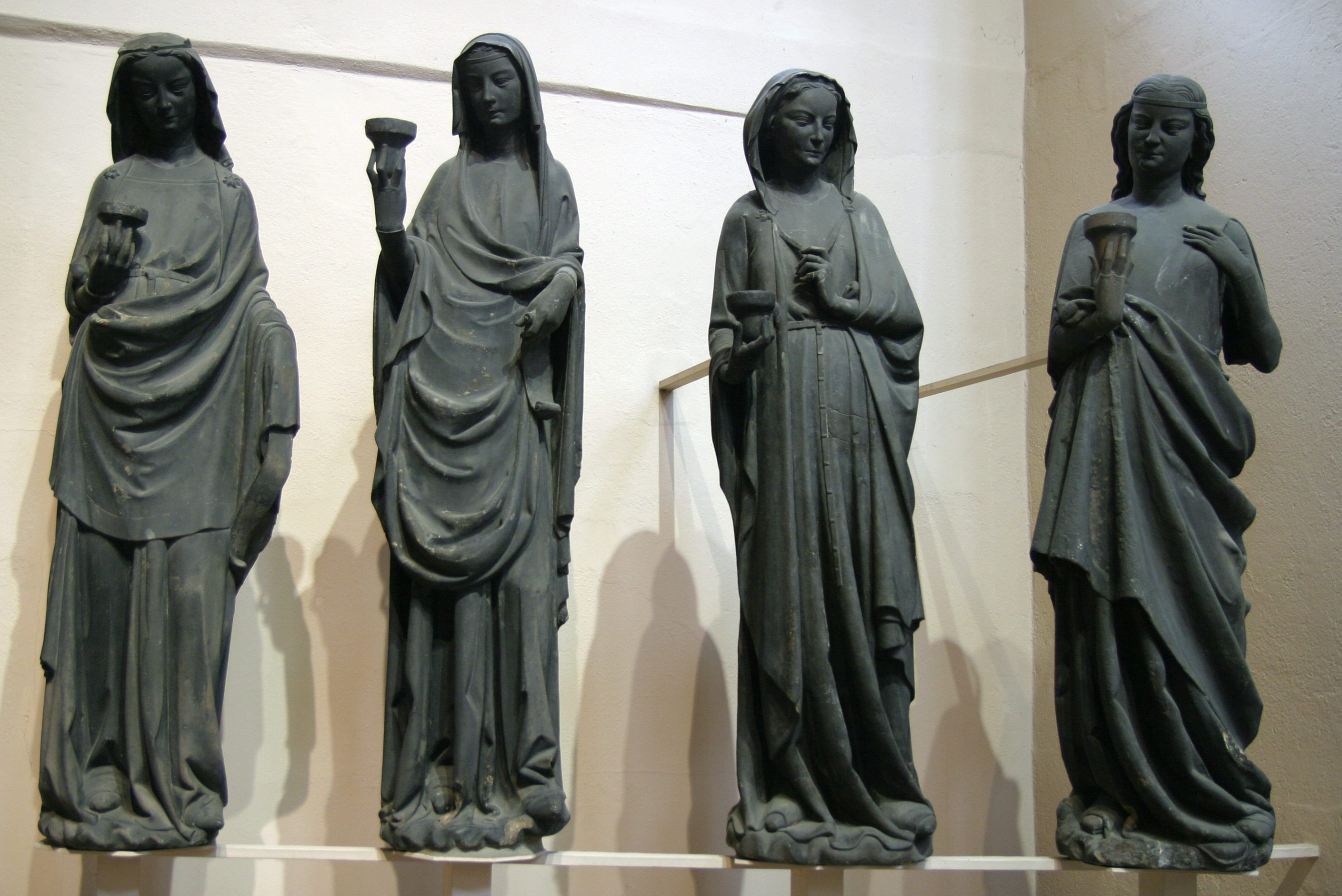
Oorspronkelijke beelden uit de Kathedraal van Straatsburg